# 이용희 (1931년)
이용희(李龍熙, 1931년 6월 10일 ~ 2022년 10월 16일)는 대한민국의 정치인이다. 제17대 국회 후반기 국회부의장을 지냈다. 본관은 경주이다.

## 학력
- 안남공립국민학교 졸업
- 대전사범학교 졸업
- 육군보병학교 수료

## 생애
이용희는 1931년 6월 10일에 충청북도 옥천군 안남면 청정리에서 태어났다. 대전사범학교에 25:1의 경쟁을 뚫고 입학하여 교사로 생활했으나 한국 전쟁이 발발하자 자원입대하였다.
입대 후 갑종장교 11기로 임관한 후 치열했던 동해안 간성 고성 전투에서 몇 번의 죽을 고비를 넘긴다. 현재도 그의 몸에는 당시 제거하지 못한 포탄 파편 7개가 박혀있다. 중위 시절 친척의 소개로 유정순과 결혼하였다. 그러나 시간만 나면 주먹밥을 만들어 부부가 함께 고향 후배들의 면회를 다니느라 다른 이들처럼 깨가 쏟아지는 신혼 생활에 젖어 있을 겨를이 없었다.
1960년에 충청북도의원 선거에 출마해 당선되면서 정계에 입문한다. 그러나 1961년 당시 박정희가 5.16 군사 정변을 일으켜 의회가 해산되는 바람에 도의원직을 상실하게 된다. 박정희의 쿠데타에 분노한 이용희는 이듬해 야당으로 출마하기로 결심하고 민주당의 공천을 받아 1963년의 제6대 총선에 출마하였으나 박정희의 처남 육인수에게 3연패를 당하는 등 낙선의 고배를 들이켜야만 하였다. 4번째 도전 끝에 1973년의 제9대 국회에서 처음으로 원내에 진입하게 되고 초선임에도 신민당의 원내부총무라는 중책을 맡아 활발한 의정 활동과 반독재 투쟁을 펼친다. 그리고 제10대 국회에도 무난히 입성하였으나, 1980년에 전두환의 5.17 군사 정변으로 국회가 해산되어 의원직을 상실하였다.
김대중 내란 음모 사건의 중요 연루자로 지목된 이용희는 중앙정보부에 끌려가 52일간 모진 고초를 당하고 정치 활동도 규제받게 되는 등 갖은 탄압을 받는다. 이런 사건들로 인하여 나중에 광주민주화운동 유공자로 선정되었다. 1985년에 해금된 후 제12대 국회에도 입성하였다.
김대중과의 인연은 6대 총선에 출마할 당시 김대중은 신민당의 대변인이었다. 김대중은 제1야당의 명대변인, 이용희는 대통령의 처남과 맞붙어 악전고투를 하고 있는 초라한 원외위원장으로 서로 "처지"는 달랐으나, 두 사람은 만나자마자 오랜 지기를 만난 것처럼 의기를 투합하였다.
그리고 그와 함께 "내외문제연구소"를 만들어 대한민국의 민주주의 쟁취를 위한 저항하였다.
이 내외문제연구소가 바로 박정희 정권뿐 아니라 전두환·노태우로 이어지는 군사독재기간 내내 한국 민주화 운동의 중심에 서서 치열한 투쟁을 벌였던 동교동계보의 뿌리였다.
1987년 6월, 국민들은 마침내 전두환 군사 독재정권으로부터 항복을 받아내고 만다. 신군부의 정치규제에서 벗어나 12대 국회에 다시 원내에 진입한 3선의원 이용희는 통일민주당 사무총장과 부총재의 자리에서 직선제 개헌 투쟁을 선두에서 지휘하였다.
6월항쟁 후에는 또 여야 각 4인으로 구성된 8인 정치회담(민정당대표 권익현, 윤길중, 이한동, 최영철, 민주당대표 김동영, 박용만, 이용희, 이중재) 야당 대표로 개헌 작업에 직접 참여하였다.
이 개헌 작업에서 이용희는 대통령의 임기 등 기본적인 사한 외에도 구속적부심, 집회 결사의 자유, 언론 출판 검열 등 국민의 기본적 신장과 관련된 조항을 개정하는데 전력을 기울였으며, 특히 최저임금제의 신설과 노조의 단체행동권에 대한 제한을 방산업체를 제외하고는 모두 풀 것. 이 두가지를 강력히 요구해 기어이 관철시키는 뚝심을 발휘하였다.
그러나 제13대 총선에서 영등포구 을로 지역구를 옮겼으나 낙선하였고, 제14대 총선을 제외한 제1회 지방 선거에서 충청북도지사에 출마하였으며 제15대 총선부터 제16대 총선까지 4번 낙선의 아픔을 맛보았으나, 17대 총선에서 탄핵역풍과 탄탄한 조직력으로 편승해 16년만에 재기에 성공하였다. 17대 국회에 재입성하여 국회행정자치위원장을 역임하였고, 대한민국 제17대 국회에서는 2006년 6월 19일부터 2008년 5월 29일까지 제1당의 국회부의장을 지냈다.
2008년 4월 9일 치러진 18대 총선에도 당선되어 제18대 국회 농림수산식품위원회 위원과 법제사법위원회 위원으로 활동했다.
제18대 국회의원의 임기를 마친 후 정치적 고향인 민주통합당에 복당하였으며 현재 더불어민주당 상임고문을 맡고 있다. 그의 3남인 이재한이 그의 지역구로 출마하였으나 새누리당의 박덕흠 후보에게 낙선하였으며, 이용희 국회부의장은 2020년 9월 7일 더불어민주당 상임고문으로 재위촉되었으며, 이재명 당대표에 당선된 후 2022년 9월 14일 더불어민주당 상임고문으로 재위촉 되었다. 그러나 더불어민주당 상임고문으로 재위촉된지 얼마 지나지않은 2022년 10월 16일 새벽 자택에서 노환으로 별세하였다.

## 경력
- 1960년 충청북도의회 제3대 충청북도의원
- 신민당 충청북도 지부 옥천군·보은군 지구당 위원장
- 신민당 선전국장
- 1973년 제9대 국회의원
- 신민당 충청북도 지부장
- 국회 농수산위원회 간사
- 국회 재무위원회 위원
- 신민당 충청북도 지부 위원장
- 신민당 원내부총무
- 신민당 정무위원
- 1979년 제10대 국회의원
- 1979년 대한민국 제10대 국회 국회 헌법개정심의특별위원회 위원
- 대한민국 제10대 국회 기본권소위원회 위원
- 신한민주당 제12대 국회의원
- 신한민주당 정무위원
- 신한민주당 사무총장
- 통일민주당 부총재
- 헌정민권회 부회장
- 1987년 직선제개헌 여야8인정치회담 야당대표
- 평화민주당 부총재
- 평화민주당 서울특별시 지부 영등포구 을 지구당 위원장
- 평화민주당 당무지도위원회 의장
- 신민주연합당 최고위원
- 제14대 대통령 선거 민주당 김대중 대통령 후보 선거대책위원회 위원장
- 민주당 당무위원
- 민주당 상임고문
- 새정치국민회의 충청북도 지부 보은군·옥천군·영동군 지구당 위원장
- 새정치국민회의 지도위원회 위원장
- 새정치국민회의 조직강화특별위원회 위원장
- 대한민국 제15대 국회의원 선거 새정치국민회의 중부권 선거대책위원회 위원장
- 제15대 대통령 선거 새정치국민회의 김대중 대통령 후보 충북선거지원단장
- 새정치국민회의 부총재
- 새정치국민회의 상임고문
- 한남대학교 유치위원회 위원장
- 새천년민주당 최고위원
- 새천년민주당 상임고문
- 새천년민주당 충청북도 지부 보은군·옥천군·영동군 지구당 위원장
- 열린우리당 상임중앙위원
- 열린우리당 충청북도당 실미도희생자대책위원회 위원장
- 열린우리당 실미도 684부대 진상규명대책위원회 위원장
- 열린우리당 상임고문
- 열린우리당 상임고문단 단장
- 2004년 제17대 국회의원
- 2004년 제17대 국회 전반기 행정자치위원장
- 2006년 비상대책위원회 인선위원장
- 2006년 제17대 국회 후반기 국회부의장(제1당)
- 대통합민주신당 상임고문
- 통합민주당 상임고문
- 영동대학교 명예총장
- 2008년 제18대 국회의원
- 2008년 자유선진당 상임고문
- 2008년 국회 농림수산식품위원회 위원
- 2010년 자유선진당 충청북도당 위원장
- 2010년 국회 법제사법위원회 위원
- 2011년~2013년 민주통합당 상임고문
- 2013년~2014년 민주당 상임고문
- 2014년~2015년 새정치민주연합 상임고문
- 2015년~2022년 더불어민주당 상임고문

## 가족
- 장남: 이재형(사망, 기업인)
- 손자: 이건호(금융인)
- 차남: 이재훈(사망, 배우)
- 삼남: 이재한(정당인, 기업인)
- 며느리: 이주연(제31대 문화체육부장관 이민섭(李敏燮)의 딸)

## 이용희를 연기한 배우

### TV 드라마
- 1998년 SBS 《삼김시대》 배우: 이재훈

## 역대 선거 결과
|  | 19.74% |

|  | 0% |

|  | 10.52% |

|  | 35.34% |

|  | 37.57% |

|  | 18.66% |

|  | 21.74% |

|  | 16.27% |

|  | 28.64% |

|  | 30.04% |

|  | 24.50% |

|  | 24.46% |

|  | 27.39% |

|  | 50.03% |

|  | 43.78% |

## 소속 정당
| 소속 정당 | 소속 정당      | 소속 기간 | 비고           |
| --------- | -------------- | --------- | -------------- |
|           | 무소속         | 1960      | 정계 입문      |
|           | 민주당         | 1960~1961 | 입당           |
|           | 무소속         | 1961~1963 | 정당 해산      |
|           | 민주당         | 1963~1965 | 입당           |
|           | 민중당         | 1965~1967 | 합당           |
|           | 신민당         | 1967~1969 | 합당           |
|           | 무소속         | 1969      | 자진 정당 해산 |
|           | 신민당         | 1969~1973 | 정당 재등록    |
|           | 무소속         | 1973~1974 | 탈당           |
|           | 신민당         | 1974~1980 | 복당           |
|           | 무소속         | 1980~1984 | 정당 해산      |
|           | 민주한국당     | 1984~1985 | 입당           |
|           | 무소속         | 1985      | 탈당           |
|           | 신한민주당     | 1985~1987 | 창당           |
|           | 무소속         | 1987      | 탈당           |
|           | 통일민주당     | 1987      | 창당           |
|           | 무소속         | 1987      | 탈당           |
|           | 평화민주당     | 1987~1991 | 창당           |
|           | 신민주연합당   | 1991      | 당명 변경      |
|           | 민주당         | 1991~1995 | 합당           |
|           | 무소속         | 1995      | 탈당           |
|           | 새정치국민회의 | 1995~2000 | 창당           |
|           | 새천년민주당   | 2000~2003 | 합당           |
|           | 무소속         | 2003      | 탈당           |
|           | 열린우리당     | 2003~2007 | 창당           |
|           | 무소속         | 2007      | 탈당           |
|           | 대통합민주신당 | 2007~2008 | 창당           |
|           | 통합민주당     | 2008      | 합당           |
|           | 무소속         | 2008      | 탈당           |
|           | 자유선진당     | 2008~2012 | 입당           |
|           | 무소속         | 2012      | 탈당           |
|           | 민주통합당     | 2012~2013 | 복당 정계 은퇴 |
|           | 민주당         | 2013~2014 | 당명 변경      |
|           | 새정치민주연합 | 2014~2015 | 합당           |
|           | 더불어민주당   | 2015~2022 | 당명 변경 사망 |

## 같이 보기
- 보은군·옥천군·영동군 (1973년 선거구)
- 보은군·옥천군·영동군 (1988년 선거구)
- 보은군의 국회의원
- 옥천군의 국회의원
- 영동군의 국회의원
- 대한민국의 국회부의장